# タイムアンドアゲイン
『タイムアンドアゲイン』（TIME and AGAIN）は、黒沢哲哉原作、里見桂作画による日本の漫画。『週刊少年サンデー増刊号』（現在の週刊少年サンデーS、小学館）において、1990年7月号から12月号にかけて連載された。単行本全1巻。

## 概要
里見は1988年から1990年にかけて、『週刊少年サンデー』で漫画『スマイル for 美衣』を連載しており、黒沢は漫画に携わる初仕事として同作のプロットライターを務めていた。立場はゴーストライターだったが、同作が好評だったことから、里見の漫画の原作として正式にクレジットされた作品の執筆を編集部から依頼され、1989年、タイムトラベルをテーマとした読み切り作品『とどけ! 過去への伝言』を執筆した。この作品が読者アンケートで2位となったことから、同じくタイムトラベルをテーマとして黒沢と里見により執筆された連載作品が、本作である。
2011年には前身作『とどけ! 過去への伝言』とともに電子書籍ウェブサイト「Jコミ」で公開され、無料での閲覧が可能となった。

## あらすじ
高校生の江戸川 勇一（えどがわ ゆういち）と中山 肇（なかやま はじめ）の2人は、ひょんなことからタイムトラベルを可能とする道具を手に入れた。大正時代や明治時代など様々な時代を旅する中で2人は、自由の許されない世界、戦時中の過酷な世界などで、必死に生きる人々との出逢いを繰り返してゆく。

## 関連作品
とどけ! 過去への伝言
『週刊少年サンデー』1989年31号に読み切りとして掲載。カメラを通じて60年前の世界の少女と言葉を交わす少年の物語。後に前編・後編の2編に再編集された上で、日本出版社のミリタリー専門漫画雑誌『コンバットコミック』1994年1・2号に『過去への伝言（かこへのメッセージ）』の題で再録された。このときには原作者の黒沢が同誌の編集長を務めており、編集者が原作というのは内輪すぎるとの理由で、黒沢が「明日香京夏」のペンネームを使用している。

## 書誌情報
- 黒沢哲哉、里見桂『タイムアンドアゲイン』徳間書店〈トクマコミックス〉、1992年。ISBN 978-4-19-782100-6。
- 黒沢哲哉・里見桂『タイムアンドアゲイン』マンガ図書館Z、2011年。